# Bull (serial telewizyjny)
Bull – amerykański serial telewizyjny (prawniczy i psychologiczny),  wyprodukowany przez Amblin Television, Atelier Paul Attanasio, Stage 29 Productions oraz CBS Television Studios. Pomysłodawcami serialu są Phil McGraw i Paul Attanasio. „Bull” jest emitowany od 20 września 2016 roku przez CBS.
W Polsce serial jest emitowany od 11 czerwca 2019 roku przez Canal+ Seriale.

## Fabuła
Fabuła serialu skupia się na pracy dr Jasona Bulla (Michael Weatherly), który jest specjalistą w zakresie psychologii i prowadzi firmę konsultującą sprawy sądowe. Jego współpracownicy to: adwokat Benny Colon, neurolingwistka Marissa Morgan, była policjantka Danny James, hakerka Cable McCrory i specjalista od wizerunku, wizażysta Chunk Palmer. Dr Bull wraz z ekipą wpływa na odbieranie pozwanych przez ławników, przeprowadzając próbne rozprawy i przygotowując do nich swoich klientów. Serial łączy w sobie cechy filmu psychologicznego, sądowego, kryminalnego i sensacyjnego.

## Obsada

### Główna
- Michael Weatherly jako dr Jason Bull[3]
- Freddy Rodríguez jako Benny Colón[4]
- Geneva Carr jako Marrisa Morgan[5]
- Chris Jackson jako Chunk Palmer[6]
- Jaime Lee Kirchner jako Danny James[7]
- Annabelle Attanasio jako Cable McCrory[8]

### Gościnne występy
- Trieste Kelly Dunn jako kapitan Taylor Mathison[8]
- Sarah Steele jako Ellen[9]
- Jill Flint jako Diana[10]

## Odcinki
| Sezon | Odcinki | Oryginalna emisja w CBS | Oryginalna emisja w CBS | Oryginalna emisja w Canal+ Seriale | Oryginalna emisja w Canal+ Seriale | Oryginalna emisja w Canal+ Seriale |
| Sezon | Odcinki | Premiera sezonu         | Finał sezonu            | Premiera sezonu                    | Finał sezonu                       |                                    |
| ----- | ------- | ----------------------- | ----------------------- | ---------------------------------- | ---------------------------------- | ---------------------------------- |
| 1     | 23      | 20 września 2016        | 23 maja 2017            | 11 czerwca 2019                    | 27 sierpnia 2019                   |                                    |
| 2     | 22      | 26 września 2017        | 8 maja 2018             | 3 września 2019                    | 12 listopada 2019                  |                                    |
| 3     | 22      | 24 września 2018        | 13 maja 2019            | —                                  | —                                  |                                    |
| 4     | 20      | 23 września 2019        | 4 maja 2020             | —                                  | —                                  |                                    |

## Produkcja
3 lutego 2016 roku, stacja CBS zamówiła pilotażowy odcinek serialu „Bull”.
W marcu 2016 roku, Geneva Carr oraz Freddy Rodríguez dołączyli do serialu.
W maju 2016 roku, do obsady dołączyli: Michael Weatherly, Jaime Lee Kirchner i Chris Jackson.
14 maja 2016 roku, stacja CBS oficjalnie zamówiła pierwszy sezon na serial telewizyjny 2016/2017.
17 października 2016 roku, stacja CBS zamówiła pierwszy pełny sezon.
23 marca 2017 roku, stacja CBS zamówiła oficjalnie 2 sezon serialu.
18 kwietnia 2018 roku, stacja CBS zamówiła oficjalnie trzeci sezon.
9 maja 2019 roku, pomimo spadającej oglądalności CBS zamówiło czwarty sezon.
Na początku maja 2020 roku, stacja CBS potwierdziła produkcję piątego sezonu.